# Hesteofringen
Hesteofringen (i udstillingskataloget benævnt Stald (eller dissektion)) var en opsigtvækkende aktion, arrangeret af Bjørn Nørgaard i protest mod Vietnamkrigen. Den foregik 30. januar 1970 på en mark ved Kirke Hyllinge i Hornsherred i forbindelse med udstillingen Tabernakel på Louisiana. Aktionen, der var Bjørn Nørgaards kunstneriske gennembrud var arrangeret i samarbejde med Henning Christiansen og Lene Adler Petersen, og blev filmatiseret. Efter slagtningen blev dele af hesten systematisk lagt i sylteglas med formalinvæske, og kan i dag ses på kunstmuseet ARoS i Århus og Statens Museum for Kunst i København.

## Forløbet
Stald (eller dissektion) var Bjørn Nørgaards bidrag til udstillingen Tabernakel på Louisiana i januar-februar 1970. På udstillingen deltog en række andre kunstnere fra Danmark: Poul Gernes, Per Kirkeby, Peter Louis-Jensen og Arthur Køpcke, sammen med skikkelser fra den europæiske avant-garde, ikke mindst tyskeren Joseph Beuys. Nørgaards planlagte ofring og dissektion af en levende hest var tænkt som en rituel handling, en symbolsk protest rettet mod volden og blodsudgydelserne der fandt sted under Vietnamkrigen.
Bjørn Nørgaard havde til sin aktion indkøbt en 12-årig hoppe og døbt den Røde Fane. I udstillingen havde han opført en stald til hesten, og der var opstillet 400 sylteglas. Justitsministeriet og politimesteren i Helsingør nedlagde imidlertid forbud mod udstilling af levende dyr på museet, og museet modsatte sig at lægge rum til dissektionen af hesten.
Hesteofringen kom derfor til at finde sted på en mark ved Kirke Hyllinge i Hornsherred 30. januar 1970. Aktionen blev udført som et ritual, hvilket blev understreget af de symbolske dragter og handlinger: Bjørn Nørgaard iført en tidløs, brun kjortel skar hesten op, mens kunstneren Lene Adler Petersen, klædt i en hvid og rød dragt, vandrede i kreds om hesten. Lene Adler Petersen bar på et kors svøbt i sort klæde, og fremførte en kærlighedssang til den døde hest på en melodi hun selv havde komponeret akkompagneret af Fluxus-komponisten Henning Christiansen på en grøn violin.
Da Louisiana havde modsat sig at vise ofringen, blev museet erstattet af et samarbejde med Ekstrabladet, Danmarks dengang største dagblad. Den 31. januar kunne Ekstrabladet derfor bringe fotografen Jørgen Schyttes billeder og anmelderen Alex Steens reportage. Det rejste en storm af protester i medierne, fra læserbreve til ledere. Kommentatorer i samtiden mente dog, at det var paradoksalt, at medierne ikke kunne få mobiliseret samme forargelse over de menneskelige ofre i Vietnam.